# Andrew Dominik
Andrew Dominik (Wellington, 7 de outubro de 1967) é um cineasta e roteirista australiano nascido na Nova Zelândia. Ele é conhecido pelos filmes Chopper, The Assassination of Jesse James by the Coward Robert Ford e Killing Them Softly.

## Filmografia

### Cinema
| 2000 | Chopper                                                    | Sim | Sim |              |
| 2007 | The Assassination of Jesse James by the Coward Robert Ford | Sim | Sim |              |
| 2012 | Killing Them Softly                                        | Sim | Sim |              |
| 2016 | One More Time with Feeling                                 | Sim | Não | Documentário |
| TBA  | Blonde                                                     | Sim | Sim | Pós-produção |

### Televisão
| 2019 | Mindhunter | Sim | Não | Dirigiu 2 episódios |